# Control and Display Unit

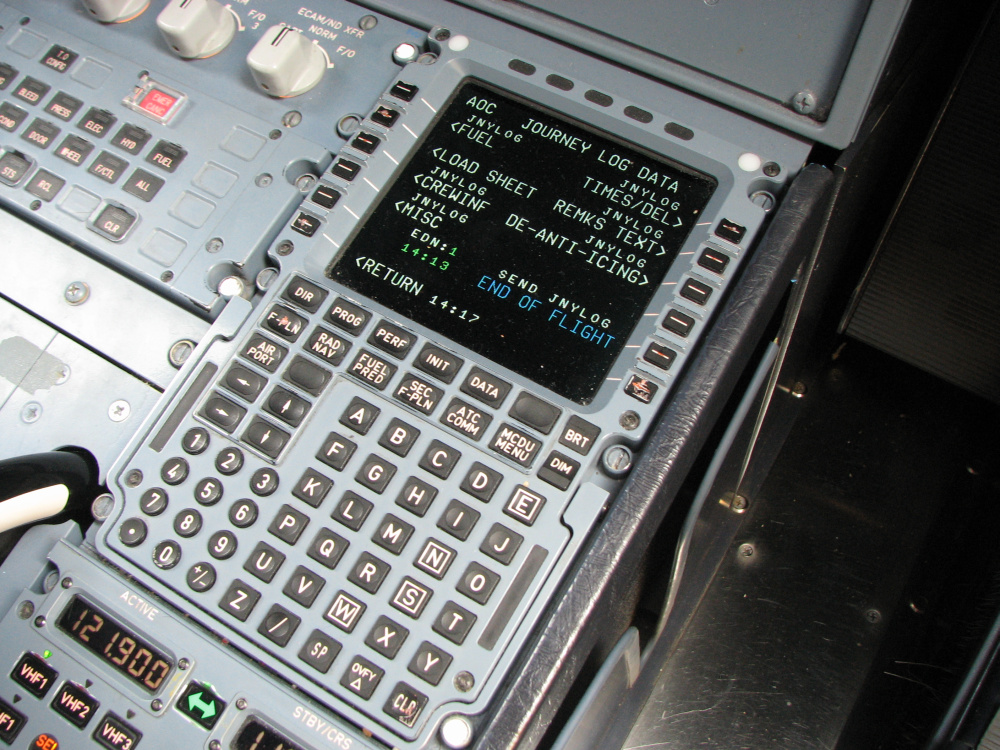
MCDU eines Airbus A320

Die Control and Display Unit (CDU) oder auch Multipurpose Control and Display Unit (MCDU) ist das Eingabegerät für das Flight Management System und anderer Computersysteme wie dem Wartungscomputer (Central Maintenance Computer) moderner Verkehrsflugzeuge. Sie besteht aus einem Bildschirm und einer alphanumerischen Tastatur.
Vor dem Abflug werden alle relevanten Daten wie der Zielflughafen, die geplante Flugroute, die vorgesehene Reisegeschwindigkeit, das Leergewicht der Maschine sowie die Zuladung an Treibstoff, Passagieren und Fracht eingegeben. Die daraus vom FMS errechneten Daten, wie zum Beispiel die Startgeschwindigkeit, lassen sich über die CDU wieder abrufen. Auch während des Fluges wird die CDU zur Eingabe von Veränderungen der Route, Warteschleifen und dem vorgesehenen Anflugverfahren, und zur Kontrolle des FMS genutzt.
Die CDU befindet sich meist zwischen den Sitzen der Piloten. Bei größeren Maschinen sind wichtige Geräte redundant ausgelegt, sodass oft mindestens zwei CDUs im Cockpit vorhanden sind.